# Rechnungsprogramm
Ein Rechnungsprogramm ist eine Software, die es dem Anwender ermöglicht, Rechnungen auf elektronischem Wege zu schreiben und zu speichern. Das Rechnungsprogramm ist kein vollständiges Buchführungsprogramm. Vielmehr verfügt es über Anwendungen für die Rechnungsstellung und das Mahnwesen sowie über eine Anwendungspalette zentraler buchhalterischer Funktionen.

## Unterschiedliche Anwendungen von Rechnungsprogrammen
Rechnungsprogramme können als Online- oder Offlinelösung zur Verfügung stehen. Onlinelösungen werden meist als Software zum Download angeboten oder sie sind über den Browser zu bedienen. Offlinelösungen hingegen werden auf dem Computer installiert. Während das Online-Rechnungsprogramm automatisch Updates zur Verfügung stellt, muss Offlinesoftware zum Beispiel nach Änderungen gesetzlicher Anforderungen neu gekauft und installiert werden. Onlinesoftware bietet einen ortsunabhängigen Zugriff auf Dokumente, während Offlinesoftware nur lokal einsetzbar ist.

## Grundsätzlicher Arbeitsablauf im Rechnungsprogramm
Mit einem Rechnungsprogramm können neben weiteren Funktionen vor allem Rechnungen, Angebote und Mahnungen erstellt werden. Nach Abwicklung der Lieferung oder des Auftrags kann eine Rechnung auf Basis des Angebotes erstellt werden. Die Daten werden durch das Rechnungsprogramm automatisch übertragen. Im Falle von Zahlungsverzug kann aus der Rechnung schließlich eine Mahnung erstellt und verschickt werden.
Moderne Rechnungsprogramme stellen neben der Möglichkeit der Speicherung und dem Ausdruck von durch sie erstellten Dokumenten auch den unmittelbaren Versand des Angebotes, der Rechnung oder der Zahlungserinnerung an den Adressaten per E-Mail zur Verfügung.

## Basisfunktionen von Rechnungsprogrammen
Professionelle Rechnungsprogramme stellen die folgenden Anwendungsmöglichkeiten als zentrale Funktionen bereit:
- Erstellung von Rechnungen
- Erstellung von Angeboten
- Erstellung von Belegen
- Erfassung und Speicherung von Dokumenten
- Finanzüberblick
- Onlinebanking
- Einnahmenüberschussrechnung EÜR
- Schnittstellen

### Erstellung von Rechnungen
Professionelle Rechnungsprogramme folgen den gesetzlichen Pflichtangaben für Rechnungen gemäß dem Umsatzsteuergesetz § 14 UStG. Das Programm verfasst demzufolge für jede neue Rechnung ein eigenes Dokument. Die Daten des Adressaten sind in gängigen Programmen mit einem Adressbuch oder mit anderen Kontakten automatisch verknüpft. Die gesetzlich erforderlichen Pflichtangaben einer Rechnung werden standardisiert vorgegeben. Nach der Eingabe ermöglicht eine Vorschau des Rechnungsprogramms die abschließende Kontrolle. Zur weiteren Behandlung bietet ein Rechnungsprogramm die Möglichkeit des Ausdrucks, der Archivierung im Ordnersystem und des direkten E-Mail-Versands.

### Erstellung von Angeboten
Ein eigener Menüpunkt im Rechnungsprogramm führt zur Angebotserstellung. In der Eingabemaske werden die erforderlichen Angaben, wie zum Beispiel Kundennummer, Angebotsnummer, Kontaktdaten sowie Angebotsdatum und Kalenderdatum des Gültigkeitsverfalls eingegeben. Daneben ermöglicht ein Rechnungsprogramm die Eingabe des Produkts oder der Leistung und eine entsprechende ausführliche Beschreibung hierzu. Mengenangaben und unterschiedliche Maßeinheiten ermöglichen zusammen mit Einzelpreisbeträgen, Steuerart und Rabatteinstellungen eine automatische Berechnung der Angebotssumme.

### Erstellung von Belegen
Moderne Rechnungsprogramme bieten Instrumente zur Erfassung und Speicherung von Belegen. Durch Scans können Belege erfasst werden, um sie im zweiten Arbeitsschritt gesetzeskonform zu archivieren.

### Erfassung und Speicherung von Dokumenten
Ein professionelles Rechnungsprogramm folgt bei der Erfassung und Speicherung von betrieblichen Dokumenten den gesetzlichen Vorgaben der GoB und GoBD.

### Finanzüberblick
Ein fortlaufend zugänglicher und aktueller Finanzüberblick steht in modernen Rechnungsprogrammen über eine entsprechende Funktion bereit. Dabei stellt das Rechnungsprogramm eine Liste mit chronologisch angeordneten Daten über aktuelle und vergangene Umsätze bereit. Die Umsätze werden dabei genau gekennzeichnet. Neben jeder Buchung werden das Datum, Rechnungsnummer, Kundennahme, Beträge und Bezahlstatus der dazugehörigen Buchung aufgeführt.

### Onlinebanking
Rechnungsprogramme verfügen über eine Verbindung mit dem Unternehmenskonto. Das Onlinebanking der Rechnungsprogramme stellt einen aktuellen Überblick über aktuelle und vergangene Kontobewegungen zur Verfügung und ermöglicht darüber hinaus auch Zahlungen.

### Einnahmenüberschussrechnung (EÜR)
Als erforderlicher Teil der Steuererklärung muss jedes Unternehmen, das nicht zur doppelten Buchführung verpflichtet ist, zum Ende des Kalenderjahres eine Einnahmenüberschussrechnung (EÜR) erstellen. Professionelle Rechnungsprogramme überprüfen hierfür die im Laufe des Jahres erstellten Daten. Im Zuge der Erstellung der EÜR nimmt das Programm automatisch Einnahmen- und Ausgabenbelege auf, gleicht Kontobewegungen ab, überprüft den Kassenbestand und erfasst die betrieblichen Anschaffungen. Nach der Erfassung der einzelnen Komponenten zieht das Programm die Betriebsausgaben von den Betriebseinnahmen ab, um so den Unternehmensgewinn zu ermitteln. Die EÜR Daten aus dem Rechnungsprogramm werden im letzten Schritt entweder in das amtliche Formular der Steuererklärung Anlage EÜR übertragen oder mit einer eigenen Schnittstelle unmittelbar an das Finanzamt oder den Steuerberater weiter geleitet.

### Schnittstellen
Ein ausgereiftes Rechnungsprogramm bietet die Möglichkeit, die erstellten Dokumente, wie Rechnung, Angebot oder Mahnung direkt via E-Mail an den Kunden zu schicken. Für die Kommunikation mit dem Steuerberater stellen professionelle Rechnungsprogramme eine DATEV Schnittstelle zur Verfügung. Werden Dokumente auf diesem Wege versendet, dann schickt das Programm eine Bestätigungsemail an den Absender.

## Zusatzfunktionen
Spezifische Funktionen erweitern das Angebot von Rechnungsprogrammen, um branchenspezifischen Bedürfnissen zu begegnen:
- Kassenbuch
- Zeiterfassung
- Inventar-Verwaltung

### Kassenbuch
Zahlreiche Programme zur Rechnungsstellung bieten als Zusatzfunktion ein Kassenbuch. In dieses werden sämtliche Bargeldbewegungen aufgenommen. Das Kassenbuch muss gemäß gesetzlicher Vorgaben geführt werden. Die Eingabemaske ermöglicht die üblichen Kassenbucheinträge. Dazu gehören Eingabemöglichkeiten für das tägliche Datum, den Betrag der Einnahme oder der Ausgabe sowie die Beschreibung der Art der Ein- oder Ausgabe. Zudem ermöglicht das Kassenbuch die Angabe über die Steuerhöhe und deren Betrag sowie zusätzliche Anmerkungen zum dazu gehörigen Beleg. Der Anfangsbestand der Kasse wird täglich fortlaufend übertragen und der aktuelle Bestand automatisch errechnet.

### Zeiterfassung
Die Zusatzfunktion Zeiterfassung, die durch zahlreiche Rechnungsprogramme bereitgestellt wird, ermöglicht es dem Anwender, den Zeitaufwand für unterschiedliche Aufgaben zu erfassen und zu übermitteln. Auf diese Weise steht dem Unternehmen ein wertvolles Instrument zur Kontrolle und Optimierung von Firmenstrukturen zur Verfügung.

### Inventar-Verwaltung
Gerade für Handelsunternehmen bietet die Zusatzfunktion Inventar-Verwaltung, die spezielle Rechnungsprogramme bereitstellen ein unverzichtbares Instrument für ihre Lagerorganisation. Die Inventar-Verwaltung ermöglicht eine Erfassung des Lagerbestandes und bietet einen Überblick über die aktuellen Vermögenswerte im Lager.

## Gesetzliche Anforderungen an Buchhaltung und Rechnungsprogramm
Ein professionelles Rechnungsprogramm berücksichtigt die gesetzlichen Anforderungen an die Buchhaltung. Diese sind in den Grundsätzen von GoB und GoBD formuliert.

## GoB- und GoBD-konformes Rechnungsprogramm
Um die gesetzlichen Anforderungen an die Buchhaltung zu erfüllen, die die Grundsätze ordnungsmäßiger Buchführung (GoB) und die Grundsätze zur ordnungsmäßigen Führung und Aufbewahrung von Büchern, Aufzeichnungen und Unterlagen in elektronischer Form sowie zum Datenschutz (GoBD) von jeder Buchhaltung einfordern, müssen moderne Rechnungsprogramme entsprechende Voraussetzungen mitbringen. So ist es grundsätzlich erforderlich, dass neu erstellte Rechnungen, Belege oder Angebote nicht auf Basis einer Vorlage ausgegeben werden. Vielmehr muss jedes Dokument eigens erstellt werden. Darüber hinaus muss auch die Beschaffenheit der Dokumente und deren Ablage den Anforderungen der GoB und GoBD genügen. Dabei sind die folgenden Grundsätze zu beachten:

### Richtigkeit und Wahrheit
Die geschäftlichen Aktivitäten müssen sich in den Dokumenten der Buchhaltung wahrheitsgetreu wiederfinden.

### Klarheit und Übersichtlichkeit
Das Rechnungsprogramm muss seine Dokumente eindeutig und übersichtlich ausführen und ordnen. Ein sachverständiger Dritter muss sowohl die Inhalte der Dokumente als auch die Ordnungsstruktur der Ablage innerhalb kurzer Zeit nachvollziehen können.

### Vollständigkeit und Unveränderbarkeit
Die Ordnungsstruktur des Rechnungsprogramms muss dafür sorgen, dass alle Dokumente vollständig und lückenlos vorliegen. Dokumente, die durch das Rechnungsprogramm erstellt wurden, müssen unveränderbar sein. Sie müssen in einem Format abgelegt werden, das eine Neubearbeitung nicht zulässt.

### Ordnungsmäßigkeit und Eindeutigkeit
Alle Geschäftsvorgänge müssen chronologisch und zeitnah zum dazu gehörigen Ereignis erfasst und abgelegt werden. Jeder Geschäftsvorgang muss zudem einzeln erfasst und abgespeichert sein. Zu jeder Buchung gehört ein eigener Beleg.

### Sicherheit und Dokumentation
Die Archivierung der Dokumente muss absolute Sicherheit gegen Diebstahl, Veränderung und Verlust gewährleisten. Die Ordnungsstruktur muss ebenso wie die Vorgehensweise der Erfassung dokumentiert werden.

## Anwendung eines Rechnungsprogramms
Besonders Existenzgründer und junge Unternehmen sowie kleine bis mittelgroße Unternehmen (KMUs) haben Bedarf an Rechnungsprogrammen. Die Software verfügt über die zentralen Funktionen, die die Anforderungen von übersichtlichen Geschäftsaktivitäten ausreichend abdeckt. Rechnungsprogramme verfügen nicht über die komplexe Ausstattung von Buchführungsprogrammen.

### Kostenvergleich
Rechnungsprogramme sind auf dem Markt weitaus günstiger angeboten als vergleichsweise komplexe Buchführungsprogramme oder ERP-Programme. Rechnungsprogramme sind oftmals modular aufgebaut und daher individuell erweiterbar. So kann für die Unternehmensgründung ein Rechnungsprogramm mit den grundlegenden Basisfunktionen zu einem günstigen Preis erworben werden. Mit dem Anwachsen des Unternehmens kann das Rechnungsprogramm je nach Bedarf mit entsprechenden Modulen erweitert werden.

### Bedienbarkeit
Die einfache Bedienbarkeit von Rechnungsprogrammen verschafft KMUs nicht nur eine messbare Zeitersparnis. Die herabgesetzte Anforderung der Programme ermöglicht die Bedienung durch Personen, die nicht in der Buchführung speziell ausgebildet sind. Da das Programm in den Basisfunktionen bestehende Eingabedaten übernimmt, wie zum Beispiel vom Angebot über die Rechnung bis hin zur Mahnung, wird die Fehleranfälligkeit bei der Eingabe minimiert.

### Rechtssicherheit
Professionelle Rechnungsprogramme sind auf die gesetzlichen Anforderungen eingestellt und bieten rechtliche Sicherheit hinsichtlich der Einhaltung der Vorgaben zur ordnungsmäßigen Buchführung.